# 東精エンジニアリング
株式会社東精エンジニアリング（とうせいエンジニアリング）は、自動車、ベアリング、家電及び各種エレクトロニクス製品等の精密部品の生産ライン向け自動計測機器、また、半導体ウェーハ製造分野の各種自動化機器の開発製造を行うメーカーである。
欧米、中国、タイ、インド、インドネシア等グローバル展開。
株式会社東京精密100%出資子会社、1969年に創業。

## 主な製品
精密計測機器
- 外径内径測定機、マシンコントロールゲージ、各種センサ、自動計測機器

半導体製造装置
- ウェーハスライシングマシン、ウェーハ面取り機(ベベリングマシン)

## 沿革
- 1969年 （株）東精エンジニアリングサービス　設立
- 1979年 （株）東精エンジニアリングに社名変更

## 関連会社
- 株式会社 東京精密
- ACCRETECH SBS, Inc.
- TOSEI Mexico, S.A. de C.V.
- 東精計量儀（平湖）有限公司
- TOSEI Engineering Pvt. Ltd.
- TOSEI （Thailand） Co., Ltd.
- PT TOSEI Indonesia.
- TOSEI Philippines Corp.